# IC 3101
IC 3101 ist eine leuchtschwache, elliptische Zwerggalaxie vom Hubble-Typ dE4 im Sternbild Jungfrau auf der Ekliptik. Sie ist schätzungsweise 61 Millionen Lichtjahre von der Milchstraße entfernt und hat einen Durchmesser von etwa 10.000 Lj. Unter der Katalogbezeichnung VCC 230 wird sie als Mitglied des Virgo-Galaxienhaufens aufgeführt.

Im selben Himmelsareal befinden sich u. a. die Galaxien IC 3100, IC 3105, IC 3127, IC 3128.
Das Objekt wurde am 7. Mai 1904 von Royal Harwood Frost entdeckt.